# Ahrensfelde
Ahrensfelde  est une commune de l'arrondissement de Barnim, dans le Land de Brandebourg, en Allemagne. Sa population s'élevait à environ 13 840 habitants en 2019.

## Géographie

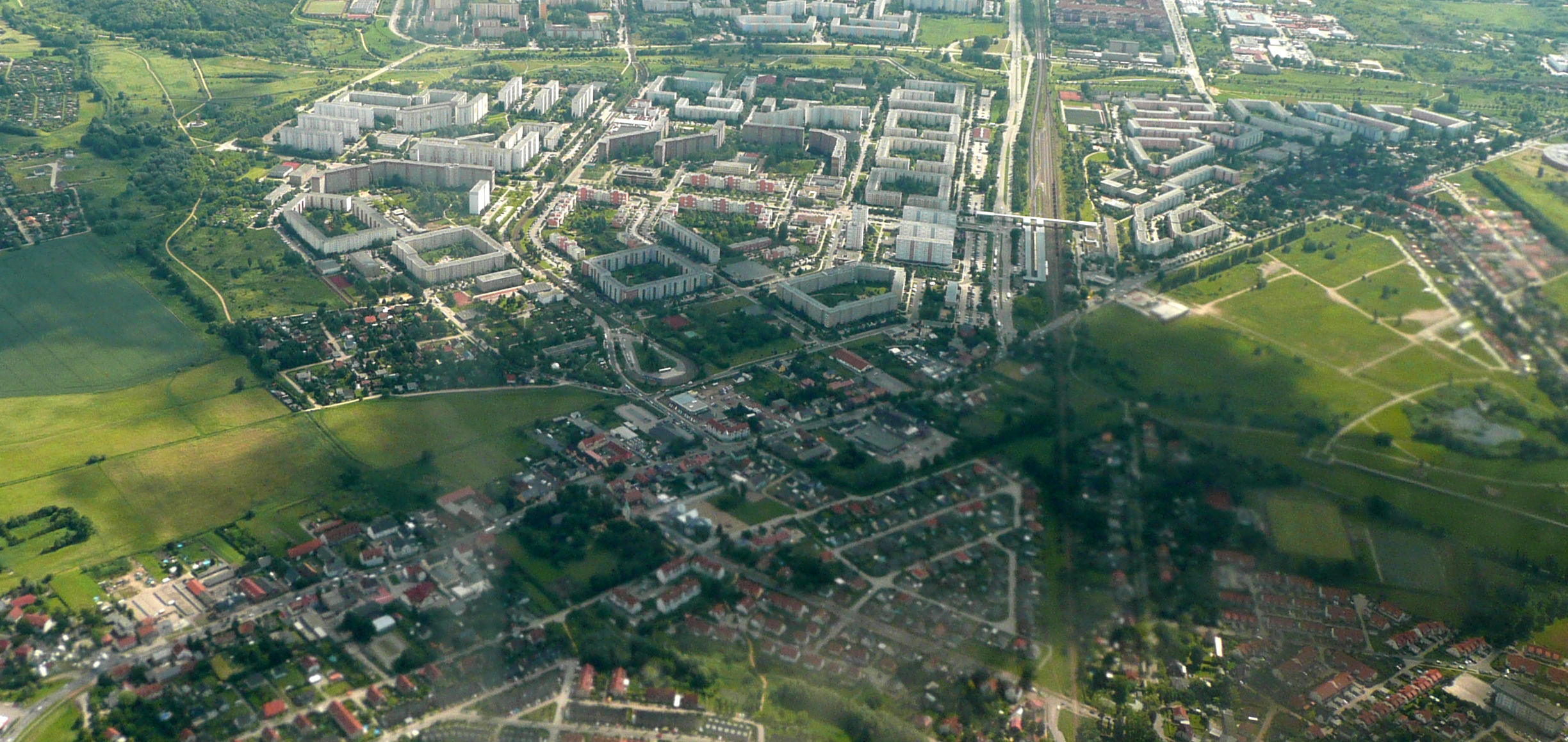
Vue aérienne d'Ahrensfelde et le grand ensemble limitrophe.

Située sur le plateau de Barnim, la commune est limitrophe de Berlin et se trouve à 14 km au nord-est du centre de la capitale. Elle fait partie de l'agglomération berlinoise. Immédiatement au sud-ouest la limite communale se trouve un grand ensemble des Plattenbauten qui est parfois aussi appelé Ahrensfelde.
En plus d'Ahrensfelde, le territoire communal comprend les localités de Blumberg, Eiche, Lindenberg et Mehrow.
La Bundesstraße 2 (Berlin–Schwedt-sur-Oder) et la Bundesstraße 158 (Berlin–Bad Freienwalde) traversent la commune ; tous deux y croisent la Bundesautobahn 10 (Berliner Ring). La gare d'Ahrensfelde, sur la ligne de Berlin à Wriezen, est située sur le territoire adjacent de Berlin-Marzahn ; elle est desservie par la Regionalbahn et par la ligne 7 du S-Bahn de Berlin.

## Démographie
- Développement de la population dans les limites actuelles. -- Ligne bleue : population ; ligne pointillée : comparaison avec le développement du Brandebourg -- Fond gris : période du régime nazi ; fond rouge : période du régime communiste.
- Évolution récente (ligne bleue) et prévisions sur l'effectif des résidents.

| Année | Population |
| ----- | ---------- |
| 1875  | 2 766      |
| 1890  | 3 130      |
| 1910  | 3 320      |
| 1925  | 3 477      |
| 1933  | 5 041      |
| 1939  | 6 766      |
| 1946  | 7 055      |
| 1950  | 7 711      |
| 1964  | 7 178      |
| 1971  | 6 918      |

| Année | Population |
| ----- | ---------- |
| 1981  | 5 674      |
| 1985  | 5 438      |
| 1989  | 5 043      |
| 1990  | 5 036      |
| 1991  | 5 154      |
| 1992  | 5 309      |
| 1993  | 5 389      |
| 1994  | 5 999      |
| 1995  | 6 494      |
| 1996  | 6 697      |

| Année | Population |
| ----- | ---------- |
| 1997  | 7 701      |
| 1998  | 8 559      |
| 1999  | 9 640      |
| 2000  | 10 612     |
| 2001  | 11 130     |
| 2002  | 11 553     |
| 2003  | 12 128     |
| 2004  | 12 538     |
| 2005  | 12 848     |
| 2006  | 13 040     |

| Année | Population |
| ----- | ---------- |
| 2007  | 13 006     |
| 2008  | 13 090     |
| 2009  | 13 114     |
| 2010  | 13 028     |
| 2011  | 12 727     |
| 2012  | 12 761     |
| 2013  | 12 769     |
| 2014  | 12 856     |
| 2015  | 12 954     |
| 2016  | 13 068     |

| Année | Population |
| ----- | ---------- |
| 2017  | 13 307     |
| 2018  | 13 543     |
| 2019  | 13 843     |
| 2020  | 13 959     |

## Personnalité
- Friedrich Rudolph Ludwig von Canitz (1654-1699), diplomate et poète, mort à Blumberg.